# El Faro (programa de ràdio)
El faro és un programa de ràdio espanyol que s'emet en la Cadena SER. Des del seu inici el dirigeix i presenta la periodista Mara Torres i s'emet de dilluns a dijous de 1:30h a 4:00h. A l'octubre de 2023 va rebre el Premi Premi Ondas al Millor Programa de Ràdio Nacional «per haver transformat la ràdio de matinada en un espai de coneixement i reflexió, en el qual els oients participen d'una enriquidora experiència col·lectiva».Julia Molina és la substituta en vacances.

## El programa
El Faro  va emetre el seu primer programa el 2 d'octubre de 2018 prenent el testimoni del «Hablar por hablar», un programa que portava tres dècades en antena. Des de llavors, s'emet de dilluns a dijous i cada nit gira entorn d'un tema del qual es fan múltiples interpretacions. Està enriquit amb les opinions, històries, anècdotes o reflexions que aporten els experts convidats i els oients a través de tots els canals d'interacció, sobretot les notes de veu d'un minut de durada que envien i que es reprodueixen al llarg de tot el programa.
El Faro és una idea original de la seva directora, Mara Torres, que va voler allunyar-se dels formats nocturns de confidències i crides d'oients que compartien els seus problemes i va inventar un format nou amb més pes en els continguts i en la informació, aportada tant pels experts com pels oients.
La vocació del programa, segons va comptar la seva directora al diari El País, és la següent: «Cada far és únic en el món perquè té una senyalització lumínica que l'identifica. Seguint el seu deixant, El far serà únic perquè girarà sobre un assumpte diferent cada nit: temes quotidians com la taula, el pa, la figura del pare o el llit, però també sobre el pas del temps, l'amor, la vellesa o el desig. Entre l'equip del programa i els oients anirem construint un programa amb les múltiples possibilitats que dona cada tema, des de la més intel·lectual a la més casolana».
En el seu inici el programa acabava a les 4 de la matinada. Des de setembre de 2020, ha augmentat la seva durada en trenta minuts i acaba a les 4.30h. Segons l'Estudi General de Mitjans de desembre de 2020, El Faro és el programa de ràdio més escoltat de la seva franja horària: «L'espai que condueix cada matinada Mara Torres torna a ser el més escoltat de la seva franja, i l'únic que supera la barrera psicològica dels 200.000 oients. El Faro pot presumir liderar les matinades gràcies a aconseguir els 209.000 oients».
La matinada del dilluns 8 al dimarts 9 de novembre de 2021, El Faro va aconseguir els 600 temes i amb aquest motiu va obrir les portes de l'estudi als oients. Va ser el primer programa de la Cadena SER que va fer un programa amb públic després de vint mesos de pandèmia.

## Seccions

### El Gatopardo
Cada nit un convidat del qual no es revela el seu nom acudeix a El Faro per a ser entrevistat. En arribar tria un pseudònim i gran part de l'entrevista es desenvolupa sense que els oients sàpiguen qui és. En aquestes entrevistes tan personals els convidats, en la intimitat de la matinada, parlen de la seva vida, els seus somnis i els seus projectes.
Alguns dels més de dos-cents cinquanta Gatopardos que han visitat El Faro són: Ana Belén, Antonio Muñoz Molina, Christina Rosenvinge, Elvira Lindo, Eva Amaral, Fernando Trueba, Gonzalo Suárez, Juan Cruz, Kase.O, Julio Llamazares, Nacho Vegas, Paco León, Verónica Forqué, Alba Flores, Eduardo Madina, Enrique Vila-Matas, Estrella Morente, José Sacristán, Imanol Arias, Luis García Montero o Juan José Millás.

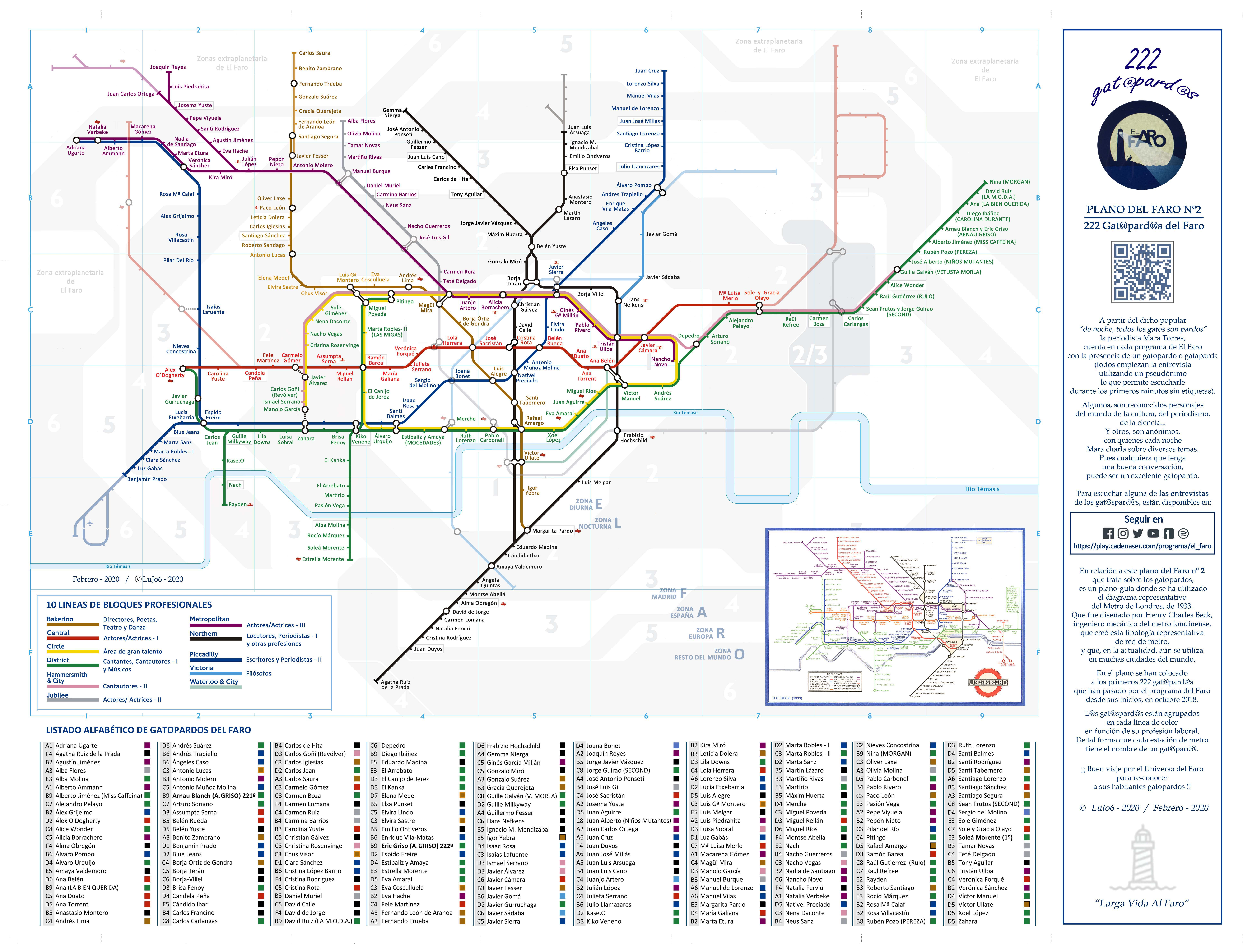
Infografia amb els 222 primers Gatopardos que han visitat el Faro feta pel farer LuJo6.

Infografia de tots els Gatopardos que han visitat el programa de ràdio El Faro (Cadena SER) en la temporada 1 feta pel farer Jurucu.

Infografia de tots els Gatopardos que han passat pel Faro (Cadena SER) en la temporada 2 feta pel farer Jurucu.

### La librería de El Faro
La matinada dels dimecres, la llibretera i crítica literària Eva Cosculluela proposa diversos títols del món de la literatura que guarden relació amb els temes del món farero. Inspirada en les notes de veu que deixen els oients, en les entrevistes realitzades i les confessions dels Gatopardos, cada setmana la llibretera del Faro proposa llibres i conta anècdotes d'autors, d'editorials i del món literari.

### El destello
La matinada dels dijous, el poeta i periodista Antonio Lucas ofereix la seva particular visió del tema relacionant-lo amb l'actualitat, una anàlisi lúcida i molt poètic.

### Suena la vida
Escoltant un so durant sis segons, els oients han d'endevinar de què es tracta. L'oient que aconsegueix encertar gana un premi imaginari (un llit volador, una conversa pendent amb algú…).

## La comunidad farera
Els oients deixen notes de veu relacionades amb el tema de la nit. Algunes són vivències personals o anècdotes que els han ocorregut; unes altres són aportacions sobre el tema, sabers que els oients comparteixen. En paraules de Mara Torres, «Volíem desenvolupar un tema des de l'experiència professional i la quotidiana, donant-li la mateixa importància a ambdues, perquè estan entrellaçades. En el fons, tots estudiem sobre la vida».
En cada programa, les notes de veu constitueixen un compendi que barreja experiència i erudició; algunes d'elles «construeixen en tot just un minut una vida sencera».
El programa ha creat una comunitat estable de farers i fareres que participen des del primer dia i que s'amplia programa a programa amb oients que l’escolten des de diferents llocs del món.

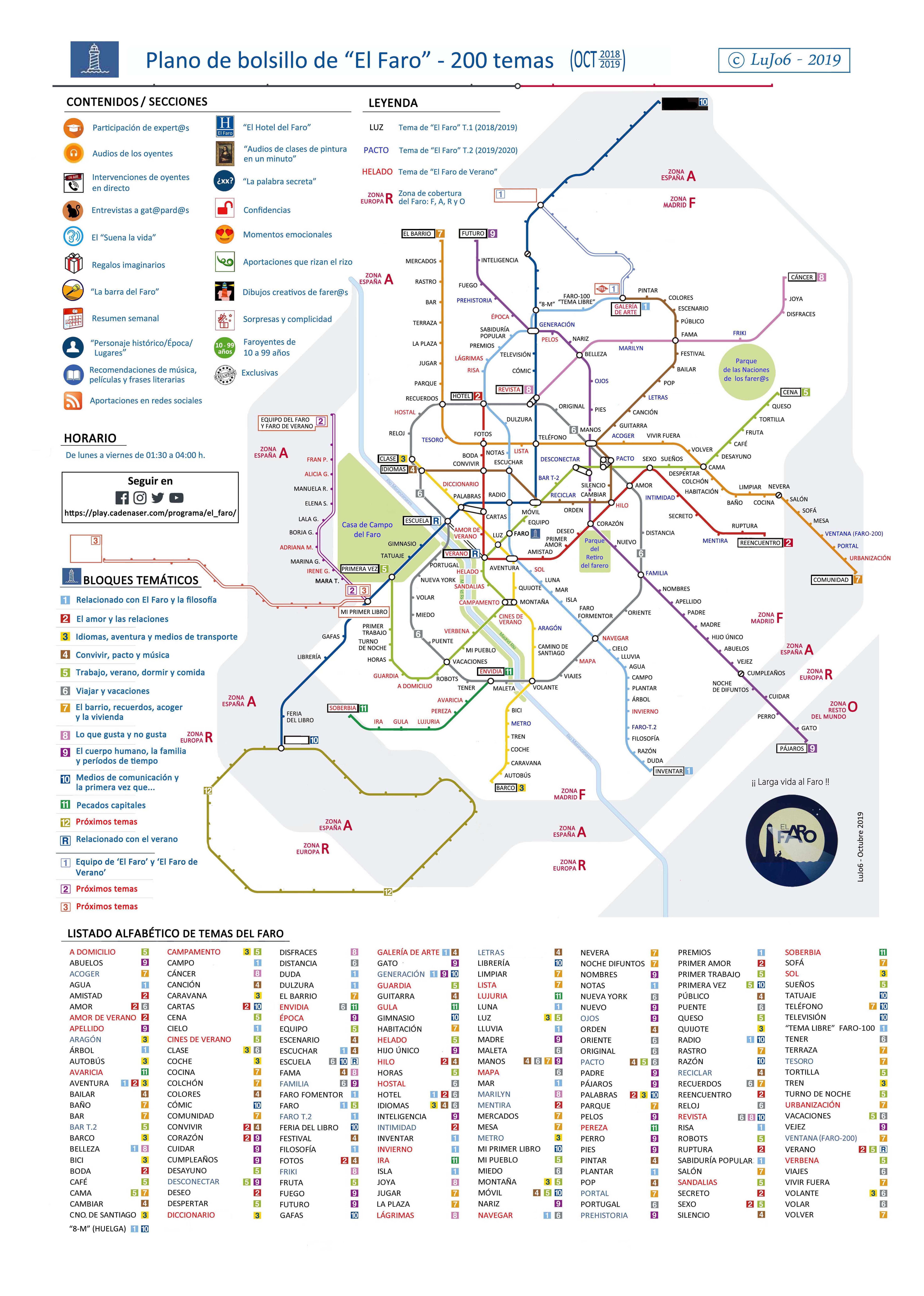
Infografia del pla del metre de Madrid que recull els 200 primers temes del Faro en la primera temporada (2018-2019) realitzada pel farer LuJo6.

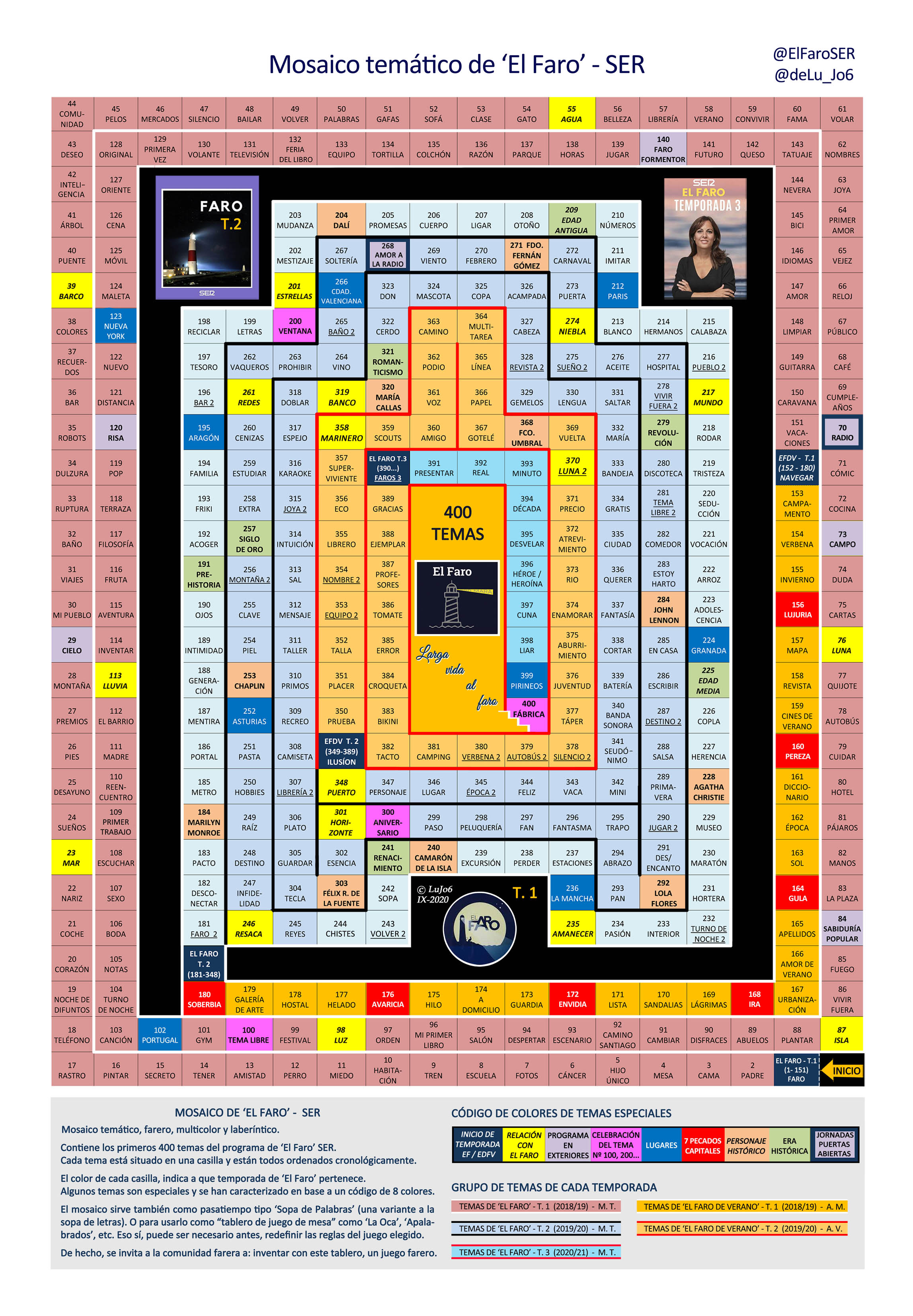
nfografia amb els quatre-cents primers temes del Faro realitzada pel farer LuJo6.

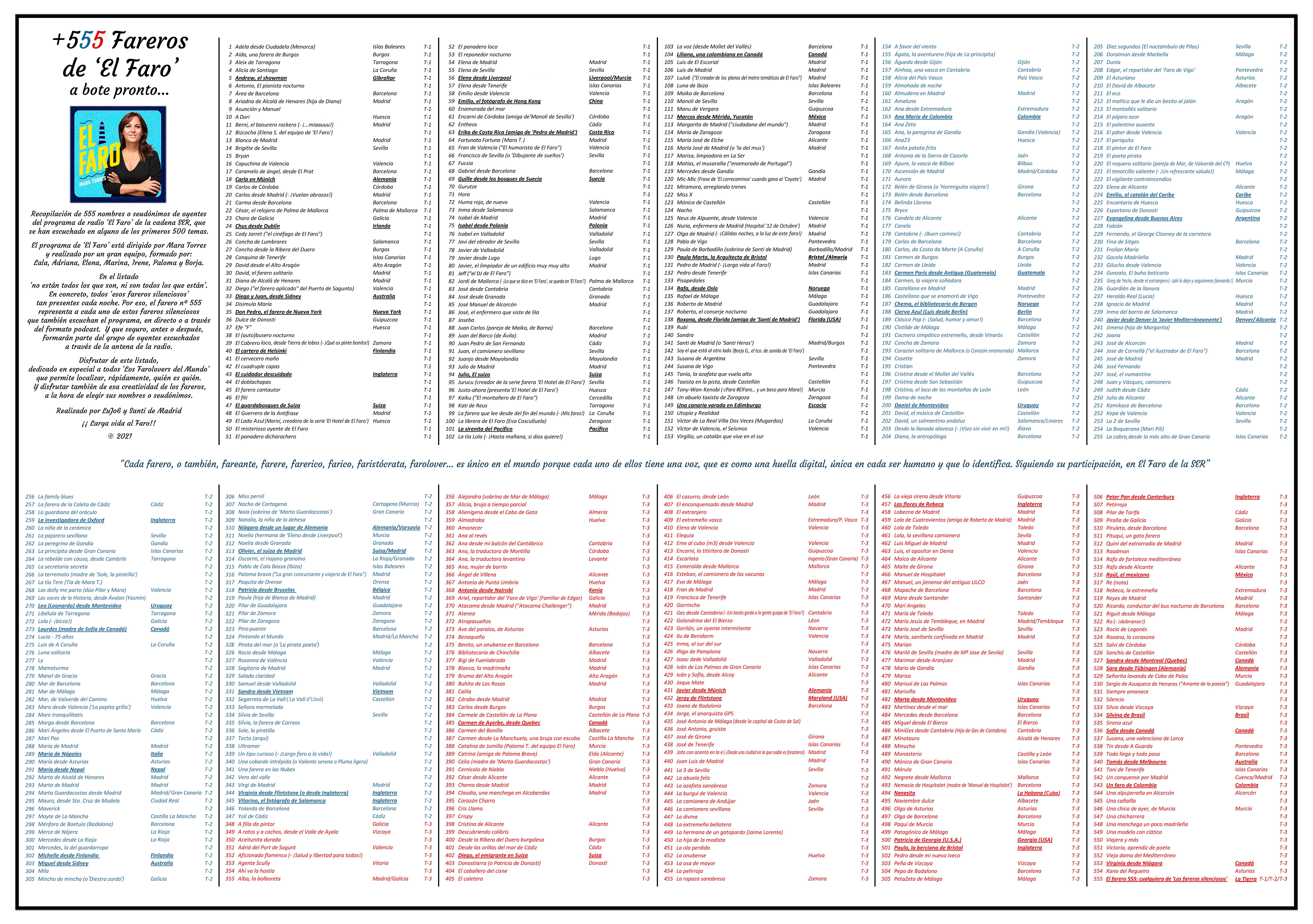
Infografia amb 555 noms o pseudònims d'oients del Faro que s'han escoltat en algun dels 500 primers temes realitzada pels fareros LuJo6 i Santi de Madrid.

## L'equip
- Directora: Mara Torres
- Subdirectora: Lala García
- Equip de producció i redacció: Elena Sánchez, Paloma Terol, Julia Molina, Irene González
- Realitzador: Borja González

## El Faro i les noves formes de consum d'informació
El Faro és una mostra dels canvis d'hàbits en els oients, que ja no escolten la ràdio només en directe. El nombre de descàrregues dels pòdcast i de reproduccions de les entrevistes en el canal de YouTube —algunes amb més de 90.000 visualitzacions— fan que el programa transcendeixi el format nocturn i s'escolti qualsevol hora.
A més, el programa genera contínua conversa en les xarxes socials, que constitueixen un canal més de comunicació dels oients amb el programa.